# Knud Nielsen (maler)
 For alternative betydninger, se Knud Nielsen. (Se også artikler, som begynder med Knud Nielsen)
Knud Nielsen (16. september 1916 i Fredensborg – 2008) var dansk maler. Han debuterede i 1941 på Kunstnernes Efterårsudstilling, udstillede sammen med mange af Cobrakunstnerne på Høstudstillingen i 1948, fra 1953-56 var han medlem af Spiralen, var medlem af Akademirådet 1960-65, lektor ved Det Kongelige Danske Kunstakademi 1966-86, formand for Grønningen 1965-70 (medlem siden 1958). Skænkede i 1992 et femfløjet alterbillede inspireret af Grundtvigs Den signede dag til kirken i Vindelev, hvor han boede, men først efter flere års diskussion accepterede menighedsrådet gaven. Knud Nielsen ligger begravet på Vindelev kirkegård.